# Comunismo de conselhos
Comunismo de conselhos  (ocasionalmente chamado de conselhismo) é uma corrente do Comunismo que emergiu da Revolução de Novembro, nos anos 1920, caracterizado por sua oposição ao socialismo de Estado e por defender os conselhos como base para o desmantelamento do Estado. Essa tendência surge como oposição à socialdemocracia, e ao leninismo.
Muito forte na Alemanha e Holanda, foi representada pela esquerda do KPD (Partido Comunista da Alemanha) e pelo SPD (Partido Social-Democrata da Alemanha), que posteriormente fundaram o KAPD (Partido Comunista Operário da Alemanha). Destacaram-se nessa corrente Anton Pannekoek, Herman Gorter, Otto Rühle, Karl Korsch, Paul Mattick, entre outros.
Apesar de possuir um carácter libertário, o comunismo de conselhos não deve ser confundido com o socialismo libertário e o anarcosindicalismo pois é ligado historicamente às agremiações marxistas, se diferenciando por serem contra a atuação em parlamentos e sindicatos e por serem contra a organização sob a forma de um partido revolucionário.

## História
Com o fim da Segunda Internacional, no início da Primeira Guerra Mundial, os socialistas que se opunham ao patriotismo se reagrupam. Na Alemanha, duas grandes tendências comunistas surgiram. Primeiro, a Liga Spartacus foi criada pela socialista radical Rosa Luxemburgo. A segunda tendência surgiu entre os sindicalistas-de-base alemães que se opunham a seus sindicatos e que organizaram greves cada vez mais radicais durante o final de 1917 e o início de 1918. Esta segunda tendência criou o movimento da esquerda comunista alemã que se tornaria o KAPD depois do fracasso da revolução alemã de 1918-1919.
À medida que a Internacional Comunista, inspirada pela revolução bolchevique, é formada, uma tendência de comunismo de esquerda desenvolve-se nas seções alemãs, holandesas e búlgaras. As figuras-chave neste meio foram Anton Pannekoek, Otto Rühle e Herman Gorter. No Reino Unido, o grupo de Sylvia Pankhurst, o Partido Comunista (seção britânica da Terceira Internacional), também identificado com a tendência da esquerda comunista.
Paralelamente a estas tendências formais da esquerda comunista, o grupo italiano liderado por Amadeo Bordiga é comumente reconhecido como um partido da esquerda comunista, embora Bordiga tenha se classificado distinto da esquerda comunista italiana, e mais na linha das posições da Terceira Internacional do que a política da esquerda comunista. Bordiga não defendia a abstenção dos sindicatos, embora posteriores correntes da esquerda italiana desenvolveram uma crítica aos "sindicatos do regime", postulando que a maioria ou todos os sindicatos tinham se tornado ferramentas do capitalismo ao submeterem-se aos interesses burgueses e não eram mais viáveis como órgãos de luta de classes. No entanto, esses "bordiguistas" que apresentaram essa crítica ainda viam a necessidade de "sindicatos vermelhos" ou "sindicatos classistas" que eram contra os sindicatos de regime, e que defendem abertamente a luta de classes e permitiam a participação de militantes comunistas.
Todos estes vários grupos foram duramente criticados por Vladimir Lenin em seu folheto Esquerdismo: Doença Infantil do Comunismo.
Apesar de um sentido geral comum e apesar de serem igualmente criticados por Lenin, havia poucas políticas comuns a esses movimentos. Um exemplo dessa divergência é que os italianos apoiaram o direito das nações à autodeterminação, enquanto os holandeses e alemães rejeitaram essa política (vendo-a como uma forma de nacionalismo burguês). No entanto, todas as tendências da esquerda comunista se opuseram ao que eles chamavam de "frentismo". Frentismo era uma tática endossada por Lenin, onde os comunistas procuraram acordos táticos com os partidos (socialdemocratas) reformistas em busca de uma meta, geralmente defensiva, e limitada. Além de se opor ao "frentismo", a tendência germano-holandesa, os búlgaros e os britânicos também se recusaram a participar das eleições burguesas, que denunciaram como parlamentarismo.
Na Alemanha, os comunistas de esquerda foram expulsos do Partido Comunista da Alemanha, e eles formaram o Partido Comunista Operário da Alemanha (KAPD). Partidos semelhantes foram formados na Holanda, Bulgária e Grã-Bretanha. O KAPD rapidamente perdeu a maioria de seus membros e eventualmente se dissolveu. Entretanto, alguns dos seus militantes foram fundamentais na organização de organizações por local de trabalho como o AAUD e AAUD-E, sendo a última a se opor a separação de organizações do tipo Partido.
Os principais teóricos do KAPD havia desenvolvido uma nova série de idéias com base em sua oposição à organização em partido, e sua concepção da revolução bolchevique na Rússia como tendo sido uma revolução burguesa. Suas figuras principais eram Anton Pannekoek, Herman Gorter e Otto Rühle. Rühle depois deixou o KAPD, e foi um dos fundadores da AAUD-E. Outro teórico importante do comunismo de conselhos foi Paul Mattick, que mais tarde emigrou para os EUA. Uma figura menor no movimento conselhista na Holanda foi Marinus van der Lubbe, que foi acusado do incêndio criminoso do Reichstag em 1933 e, consequentemente, executado pelos nazistas depois de um julgamento que marcou o início da perseguição dos socialistas e comunistas na Alemanha nazista.
Os primeiros conselhistas são seguidos mais tarde pelo Grupo de Comunistas Internacionalistas, Henk Meijer, Cajo Brendel e Paul Mattick (o pai). Houve um ressurgimento de grupos conselhistas na década de 1960, por influência da Internacional Situacionista, Root and Branch nos Estados Unidos, Socialisme ou Barbarie, na França, e Solidarity no Reino Unido.
Paralelamente, e por vezes ligado aos conselhistas foram os primeiros marxistas hegelianos, György Lukács (ele mesmo um comunista de conselhos por volta de 1918-21 ou 22) e Karl Korsch (que tornou-se conselhista na década de 1930).

## Ideias
Os principais princípios do comunismo de conselhos é a sua oposição ao vanguardismo de partido, ao centralismo democrático leninista e sua afirmação de que os conselhos operários democráticos decorrentes nas fábricas e municípios são a forma natural de organização da classe trabalhadora e sua autoridade. O comunismo de conselhos também contrasta com a socialdemocracia por meio de sua rejeição formal tanto do reformismo quanto do parlamentarismo.

## Comunismo de conselhos e os sovietes na Revolução Russa
Durante a Revolução Russa de 1917, os conselhos semelhantes aos defendidos por comunistas de conselhos eram uma força política e organizacional significativa, a palavra russa soviet em si, significa "conselho". Após o sucesso da Revolução de Fevereiro, os bolcheviques procuraram capitalizar sobre a influência dos sovietes, a fim de aumentar a sua própria popularidade. Líderes bolcheviques defenderam a transferência da autoridade para os sovietes e a dissolução do Governo Provisório Russo, por meio de uma segunda revolução. Quando esta campanha obteve sucesso levando a Revolução de Outubro, a criação do Congresso dos Sovietes marcou o início de um processo pelo qual o controle dos sovietes pelos trabalhadores genuínos foi diminuída e as decisões do Partido Bolchevique adquiriram a plena autoridade do Estado. Neste momento o novo regime transformou-se em um sistema de partido único. O Soviete Supremo da União Soviética (sucessor do Congresso dos Sovietes) havia sido relegado ao papel de um parlamento de carimbo, encontrando apenas uma vez por ano para ratificar decisões já tomadas em estâncias superiores, na maioria dos casos, sem sequer um único voto contrário. O poder real estava concentrado nas mãos do Partido Comunista da União Soviética.
Sobre o tema da Revolução Russa, os comunistas de conselhos sustentam que a Revolução de Fevereiro e os sovietes da época eram de natureza proletária. No entanto, na sua opinião, a ascensão dos bolcheviques e a seguinte criação de uma burocracia partidária constituiu uma "revolução burguesa", com a própria União Soviética sendo um exemplo de Capitalismo de Estado em vez da Ditadura do Proletariado. Com o controle exclusivo do Estado soviético sobre o capital, a burocracia do partido tinha simplesmente tomado o lugar de capitalistas individuais e estabeleceu a sua própria forma de relações de classe capitalistas; enfatizadas, em parte, pela defesa e perpetuação da relações de produção capitalistas após a revolução por meio da Nova Política Econômica.

## Conselhistas notáveis
- Anton Pannekoek
- Karl Korsch
- Otto Rühle
- Paul Mattick
- H. Canne Meijer
- Cajo Brendel
- Erich Musham
- Gustav Landauer
- H. Laufenberg
- F. Wolfheim
- Helmutt Wagner
- Nildo Viana
- Roi Ferreiro
- Marinus Van Der Lubbe